# Paul Stolk
Paul Stolk (28 september 1946 – Rotterdam, 7 november 2013) was een Nederlandse persfotograaf en cameraman.
Stolk begon op zijn 16e als fotojournalist en fotografeerde ruim 18 jaar voor het ANP. In de jaren negentig en daarna werkte hij freelance en richtte hij zich meer op video. Hij werkte destijds veel voor RTL Nieuws. Op 1 januari 2009 ging Paul met pensioen om gezondheidsredenen.  

## Werken
Hij won twee keer de Zilveren Camera. De eerste won hij in 1980 met een foto van een agent te paard die gewond terugkwam na een charge op demonstranten in de buurt van de Blauwbrug te Amsterdam. Daar vonden rellen plaats rond de inhuldiging van Beatrix als koningin. De tweede won hij in 1988 met een foto van Ferdi E., de ontvoerder en moordenaar van Gerrit Jan Heijn. Op deze foto stond Ferdi E. een sigaret te rollen tijdens een reconstructie op de plek van de misdaad.
In 1985 werd hij de eerste Fotojournalist van het jaar.